# 中恵光城
中恵 光城（なかえ みつき、3月19日 - ）は、日本の女性歌手、声優である。マウスプロモーション所属。埼玉県出身。

## 略歴
2007年より、セルフプロデュースレーベル「ABSOLUTE CASTAWAY」を運営。同人での歌唱、声優活動を始める。
2009年にオーガストより発売された『夜明け前より瑠璃色な -Moonlight Cradle-』をきっかけに商業作品への歌唱提供を行うようになる。
2013年4月1日より、マウスプロモーションに所属。
2018年12月30日、自身のブログにて結婚を発表した。
2019年に鈴湯、ういにゃすと共に音楽ユニットAirotsを結成しAirotsのリーダーとなる。各メンバーとも既に音楽活動が豊富な3人ではあるが、このユニットでまた新たな一面をみせる。
2021年5月4日、自身がプロデュースするVチューバーの月深ツキを顕現させ、活動を開始した。

## 人物
- 透明感と力強さを併せ持つ凜とした歌声を基調としながら、声色や歌唱を自在に変化させ、曲毎に違う顔を見せる[4]。
- 愛称は「みつき」「みっきー」など。その一貫した活動姿勢から「ABSOLUTE CASTAWAY」の周辺の人々からは「女帝」というニックネームで呼ばれることが多い[5]。
- 「ABSOLUTE CASTAWAY」の自主レーベル作品では様々なコンポーザー・プレイヤーをゲストに迎えながらストーリー性のある音楽を制作し、ライブやイベントに参加している。
- TwitterやライブMCなどで「和風・レトロ好き」と語っており、自身の主要作品も和風ファンタジーや大正レトロモダンをテーマに企画されたものが多い。
- ニコニコ生放送に本人によるコミュニティ「まったれるーむ（*￣Å￣*）」が存在し、主に「まったれタイム」と「まったれタイム（雑談）」という番組を放送している。前者は主に定期的な同人活動におけるイベントなどのインフォメーションがテーマとなっている。後者は不定期。同人関係者をゲストに迎えることも多く、ファンとの交流番組となっていたが2016年1月を最後に生放送をしておらず、現在はYouTubeに拠点を移している。
- YouTubeチャンネルにおいては、以前は自主製作楽曲の試聴やMVのみを上げていたが、2019年12月以降、これまでの活動に加えトーク配信やゲーム配信が加わった。ゲーム配信では同業者でもあるAyumi.主催のAmong Usにたびたび参戦しており、その際のインポスターでの活躍ぶりから「辻斬りのみつき」の異名がついた。
- 2020年6月15日にはYoutubeメンバーシップ開設も開設され、チャンネル内で絵文字が使えるようになった他、月1回メンバー限定のトーク配信に参加できる他、過去の配信ライブも視聴できる。
- 同人バンドサークル「Re:sonare」のボーカルとしてバンド活動、ライブ出演を行っている。
- シンフォニック・ロックを中心としたファンタジックな楽曲を紡ぐサウンドプロジェクト「少女病」にボーカルとして参加している。少女病での名義はMitsukiとなっており、中恵光城名義の活動とは区別されている[6]。

## 出演
太字はメインキャラクター。

### テレビアニメ
2014年
- アイカツ!（2014年 - 2016年、女子、生徒、水越アリサ、白井美紗子、白樺玲子 他）
- ジョジョの奇妙な冒険 スターダストクルセイダース（笑う花A）

2015年
- 学戦都市アスタリスク（女性アナウンス）
- ゴッドイーター（女性）
- VENUS PROJECT -CLIMAX-（鶴巻蓮）
- Fate/stay night [Unlimited Blade Works]（ホムンクルス）

2016年
- アイカツスターズ!（2016年 - 2017年、坂本ありさ、アシスタント、女性MC、アナウンス、お母さん 他）
- 宇宙パトロールルル子（音声ガイド、セッちゃん、アナウンサー）
- この素晴らしい世界に祝福を!（2016年 - 2024年、女性B、町人B、冒険者、受付嬢、メイド） - 3シリーズ
- ジョーカー・ゲーム（芸者）
- TRICKSTER -江戸川乱歩「少年探偵団」より-（2016年 - 2017年、北條ケイ、井出やよい）
- はがねオーケストラ（ツバキ）
- ベイブレードバースト（風間忍）

2017年
- ハンドシェイカー（女性、女子生徒）
- テイルズ オブ ゼスティリア ザ クロス（子供）
- 王室教師ハイネ（侍女）
- 活撃 刀剣乱舞
- 18if（女子B、ムツミ）
- 地獄少女 宵伽（佐々木恵）
- 十二大戦（女友達B）
- このはな綺譚（母、眷属4）
- 僕の彼女がマジメ過ぎるしょびっちな件（飼育員のお姉さん）
- アニメガタリズ（コミブスタッフ、テニス部員、陸上部員）
- 忍たま乱太郎の宇宙大冒険 with コズミックフロント☆NEXT 火星を大そうさく!の段（キュリ夫の子供）

2018年
- かくりよの宿飯（春日）
- アイカツフレンズ!（2018年 - 2019年、MC、受付嬢、お母さん、女の子、江坂笑美里 他） - 2シリーズ
- Caligula -カリギュラ-（ローズ）

2019年
- BanG Dream!（スタッフ）
- 消滅都市（ユミコ〈リサーチャー〉）
- 鬼滅の刃（2019年 - 2023年） - 3シリーズ
- ギヴン（椿）
- アイカツオンパレード!（少女の母親）

2020年
- かくしごと（女性A）
- Lapis Re:LiGHTs（教師）
- キングスレイド 意志を継ぐものたち（2020年 - 2021年、スカーレット）
- どうしても干支にはいりたい2（キツネ）
- おちこぼれフルーツタルト
- 池袋ウエストゲートパーク（未佐子）
- アクダマドライブ（職員、通信、警備ロボ、処刑課）

2021年
- アイカツプラネット!（観客）
- Fairy蘭丸〜あなたの心お助けします〜（客）
- ぼくたちのリメイク
- Deep Insanity THE LOST CHILD（面接官）
- ビルディバイド（2021年 - 2022年、スカウトレンズAI、AI音声、アナウンス） - 2シリーズ

2023年
- もののがたり（教師）
- 転生貴族の異世界冒険録〜自重を知らない神々の使徒〜（メリネ）
- この素晴らしい世界に爆焔を!（冒険者）
- 君は放課後インソムニア（母親）

2024年
- クレヨンしんちゃん（パーティー客F）
- 月刊モー想科学（飼主、ファン、男性）
- 名探偵コナン（アナウンス）

2025年
- 甘神さんちの縁結び（花蓮の母）

### 劇場アニメ
- 劇場版 アイカツ!（2014年、記者）
- Wake Up, Girls! 青春の影（2015年、講師B）
- 劇場版 Fate/stay night [Heaven's Feel] I.presage flower（2017年）
- 劇場版 鬼滅の刃 無限列車編（2020年[13]）
- 劇場編集版 かくしごと -ひめごとはなんですか-（2021年）
- アイカツ！ 10th STORY ～未来へのSTARWAY～（2022年 - 2023年、女性TVリポーター）
- 劇場版 Collar×Malice -deep cover-（2023年） - 前後編[一覧 5]

### OVA
- 君のいる町（2014年、女子高生）※DVD付27巻

### Webアニメ
- 拡張少女系トライナリー（2017年、國政綾水）
- マウスどうぶつえん（2017年 - 、キツネのみつき）

### ゲーム
2014年
- アイカツ!（アバターキャラ・セクシータイプ〈2代目〉）
- アイカツ! 365日のアイドルデイズ（アバター・セクシー）
- 御城プロジェクト（坂戸城、新府城、矢留ノ城）
- 剣の街の異邦人（レイネーリア・ディースリン）
- 消滅都市（リサーチャー）
- チョコ犬のちょこっと不思議な物語 ショコラ姫と魔法のレシピ（ショコラ姫、抹茶）
- トイズドライブ（アリシア・フロレンティーナ）
- 東京新世録 オペレーションアビス（ムーラ）

2015年
- アイドルクロニクル（成田咲）
- ヴァリアントナイツ（アスカ＝バレッタ、アリシア＝ミラー）
- クリミナルガールズ2（リリ）
- クルセイダークエスト（シルニス）
- ザクセスヘブン（波多ハタノ）
- 絶対迎撃ウォーズ（ヒカチ）
- Diss World（ラミ、ブリジット）
- 東京新世録オペレーションバベル（ムーラ）
- なないろランガールズ（椿美弥）
- ファイアーエムブレムif（キヌ）
- よるのないくに
- レイギガント(ククルカン）

2016年
- アイカツスターズ! Myスペシャルアピール（アバター・セクシー）
- 御城プロジェクト:RE〜CASTLE DEFENSE〜（坂戸城、新府城、矢留ノ城、窪田城、久保田城）
- Caligula -カリギュラ-（ローズ）
- ガーディアンクラッシュ（セレン）
- クイズRPG 魔法使いと黒猫のウィズ（2016年 - 2018年、イヴ・フォルクロール、エレンディ・トゥオノ）
- 幻獣姫（クトゥルフ）
- 三国志ものがたり（呂範）
- 消滅都市2（リサーチャー）
- 白猫プロジェクト（スイカ)
- スカルガールズ 2ndアンコール（ダブル）
- ストリートファイターV（アプリーレ）
- 政剣マニフェスティア（カルロッタ・スズキ、ジル・ヨシダ）
- 戦国姫譚MURAMASA-雅-（伊東一刀斎、相良義陽、猿飛佐助）
- タワーオブプリンセス（グリンダ）
- 刻のイシュタリア（フレイヤ、アプサラス）
- ドラゴンジェネシス -聖戦の絆-（オシリス）
- NOeSIS 羽化（求聞持空子）
- ひめがみ絵巻（観音）
- フィギュアヘッズ（シンディ）
- BLAZBLUE CENTRAL FICTION（子供時代のジン、カグラガールズ）
- マギアコネクト（沖田黄金）
- ワールドクロスサーガ（ランスロット）

2017年
- 天華百剣 -斬-（天光丸）
- モン娘☆は〜れむ（リューネイ）
- 拡張少女系トライナリー（國政綾水）
- レイヤードストーリーズ ゼロ（ノア、セイテンタイセイ）
- よるのないくに2 〜新月の花嫁〜（ネーロ）

2018年
- 装甲娘（カワイ ミシズ）
- キングスレイド（スカーレット）
- Caligula Overdose -カリギュラ オーバードーズ-（ローズ）
- 極光のレムリア 〜Hidden elements〜（シルヴィア）
- ワールドエンド・シンドローム（神代沙也）

2019年
- ファイアーエムブレム ヒーローズ（2019年 - 2021年、キヌ、タニス）
- AFTERLOST - 消滅都市（ユミコ）

2020年
- ヒプノシスマイク-Alternative Rap Battle-
- 装甲娘 ミゼレムクライシス（2020年 - 2021年、アキレスタンク、アルティメット・ブルド）
- 蒼藍の誓い ブルーオース（キング・ジョージ5世、ベルファスト）
- 真・女神転生III NOCTURNE HD REMASTER

2021年
- BLAZBLUE ALTERNATIVE DARKWAR（緋鏡キイロ）
- 鬼滅の刃 ヒノカミ血風譚
- 真・女神転生V（クロト）
- 永遠の七日（アミューサ、フローラ）

2023年
- マリーのアトリエ Remake 〜ザールブルグの錬金術士〜（ナレーション）

2024年
- アナザーコード リコレクション：2つの記憶/記憶の扉（エリザベス・アルフレッド）
- UFOロボ グレンダイザー たとえ我が命つきるとも（ルビーナ、ナレーター、民間人） - 日本語版
- 真・女神転生V Vengeance（クロト）
- ホーリーアンデッド 〜非モテでぼっちの死霊術士が、聖女に転生してお友達を増やします〜（フローラ・ライト）
- 無期迷途（コリン）

### ドラマCD
- SUPER SHOT 6（2013年、澄川明咲美）
- 深閑セグレート（2013年、キャミィ）
- 起きて最初にすることは（2016年、玉井）
- 愛は金なり（2019年[37]）

### 吹き替え

#### テレビドラマ
- GOTHAM/ゴッサム（バレリー・ベール〈ジェイミー・チャン〉）
- コッソンビ　二花院の秘密 (タノの姉、ユン・ホンジュ 〈チョ・ヘジュ〉)[38]

#### アニメ
- LEGO スター・ウォーズ/フリーメーカーの冒険（ナアレ）
- レゴバットマン ザ・ムービー（キャットウーマン〈ゾーイ・クラヴィッツ〉）

### ラジオ
※はインターネット配信。
- 中恵光城とさいとうよしえの冒険ラジオ（クラウドゲート株式会社※）
- NOeRADiO（2016年6月16日 - 同年11月24日、HiBiKi Radio Station※）[39]
- Airotsラジオ（2020年5月20日第1回放送～）

### パチンコ
- CR銀河乙女（2014年、オペレーター）

### デジタルコミック
- 怪談イズデッド（2015年、ヒキコさん[40][41]）
- 学生服の回収屋（2021年、蓬生ミノリ[42]）

### その他コンテンツ
- 新世の学園戦区（ネクスト・ヘイヴン）プロモーションビデオ（2013年、ナレーション）
- 平成25年度防災啓発動画（2013年、かおり、ナレーション）
- LAMI（2014年、全役、ナレーション）
- 温泉むすめ（2017年、あつみ詩鶴[43]）
- マリーのアトリエ Remake 〜ザールブルグの錬金術士〜 PV（2023年、ナレーション[44]）
- オーディオブック『ホーリーアンデッド1 〜非モテでぼっちの死霊術士が、聖女に転生してお友達を増やします〜』（2023年、フローラ[45]）

## ディスコグラフィ（商業作品）

### メジャーシングル
| 枚  | 発売日         | タイトル                                         | 規格品番 |
| --- | -------------- | ------------------------------------------------ | -------- |
| 1st | 2014年10月31日 | On my Sheep                                      | SCMN-19  |
| 2md | 2016年7月29日  | 『千の刃濤、桃花染の皇姫』OPテーママキシシングル | SCMN-025 |

### メジャーアルバム
| 枚  | 発売日        | タイトル                                   | 規格品番   |
| --- | ------------- | ------------------------------------------ | ---------- |
| 1st | 2016年7月29日 | STELLA－ステラ－                           | SCMN-026   |
| 2nd | 2018年8月14日 | SPiNEL-Mitsuki Nakae Works Best Album-     | KDSD-01010 |
| 3rd | 2020年2月12日 | EPiDOTE-Mitsuki Nakae Works Best Album-    | KDSD-01039 |
| 4th | 2022年2月23日 | SELENiTE-Mitsuki Nakae Works Best Album-   | KDSD-01049 |
| 4th | 2022年2月23日 | RHODONiTE -Mitsuki Nakae Works Best Album- | KDSD-01050 |

### タイアップ曲
| 楽曲                           | タイアップ                                                                      |        |        |        |
| 2009年                         | 2009年                                                                          | 2009年 | 2009年 | 2009年 |
| ------------------------------ | ------------------------------------------------------------------------------- | ------ | ------ | ------ |
| Marginality                    | PCゲーム『夜明け前より瑠璃色な -Moonlight Cradle-』ED                           |        |        |        |
| 2011年                         |                                                                                 |        |        |        |
| Sadistic Emotion               | ゲーム『魔界戦記ディスガイア4 フーカ＆デスコ編』拠点曲                          |        |        |        |
| 2012年                         |                                                                                 |        |        |        |
| さよならのコトバ               | PCゲーム『初恋1/1』真加辺碧イメージソング                                       |        |        |        |
| 放課後オレンジ                 | OVA『萌えCanちぇんじ!〜ゼロストーリー〜』ED                                     |        |        |        |
| Pure Love,True Love            | PCゲーム『LOVELY QUEST』OP                                                      |        |        |        |
| 恋色の花咲く頃                 | PCゲーム『花色ヘプタグラム』OP                                                  |        |        |        |
| 2013年                         |                                                                                 |        |        |        |
| なつのおくりもの               | PCゲーム『なつくもゆるる』OP                                                    |        |        |        |
| 夏を送る者                     | PCゲーム『なつくもゆるる』ED                                                    |        |        |        |
| 2014年                         |                                                                                 |        |        |        |
| Dreaming Sheep                 | PCゲーム『大図書館の羊飼い -Dreaming Sheep-』OP                                 |        |        |        |
| ひつじ雲の空に                 | PCゲーム『大図書館の羊飼い -Dreaming Sheep-』ED                                 |        |        |        |
| On my Sheep                    | テレビアニメ『大図書館の羊飼い』OP                                              |        |        |        |
| カレイドスコープ（作詞も担当） | ゲーム『神様のカレイドスコープ』OP                                              |        |        |        |
| day break                      | パチンコ『CR銀河乙女（平和）』使用曲                                            |        |        |        |
| 扉-door-                       | パチンコ『CR銀河乙女（平和）』使用曲                                            |        |        |        |
| 2015年                         |                                                                                 |        |        |        |
| Believe Again                  | ゲーム『魔壊神トリリオン』ED                                                    |        |        |        |
| Unreal Color                   | PCゲーム『ソーサリージョーカーズ』OP1                                           |        |        |        |
| Thaw Song                      | PCゲーム『ソーサリージョーカーズ』ED                                            |        |        |        |
| 2016年                         |                                                                                 |        |        |        |
| レイル・ロマネスク             | PCゲーム『まいてつ』OP                                                          |        |        |        |
| 空蝉ノ嘘                       | ゲーム『NOeSIS〜嘘を吐いた記憶の物語〜』ED                                      |        |        |        |
| Let there be light             | PCゲーム『フローラル・フローラブ』ED                                            |        |        |        |
| ユニソフィア ウィッシュ        | PCゲーム『ユニオリズム・カルテットA3-DAYS』OP                                   |        |        |        |
| 桃花染に咲いて                 | PCゲーム『千の刃濤、桃花染の皇姫』テーマ                                        |        |        |        |
| エテレイン                     | ゲーム『Memory's Dogma CODE:01』OP                                              |        |        |        |
| 東方紅舞闘V                    | ゲーム『東方紅舞闘V』テーマ曲                                                   |        |        |        |
| 2017年                         |                                                                                 |        |        |        |
| LETZTE LiEBE                   | ゲーム『NOeSIS 歌う影の戯曲』5章ED                                              |        |        |        |
| 2018年                         |                                                                                 |        |        |        |
| I know! Harmony                | PCゲーム『IxSHE Tell』ED                                                        |        |        |        |
| きゃらぶれーしょん！           | PCゲーム『きゃらぶれーしょん！』主題歌                                          |        |        |        |
| Brightly horizon               | PCゲーム『封緘のグラセスタ』ED                                                  |        |        |        |
| 2019年                         |                                                                                 |        |        |        |
| Alchemia                       | ゲーム「ネルケと伝説の錬金術士たち ～新たな大地のアトリエ～」アバンタイトル楽曲 |        |        |        |
| 星空シンフォニー               | PCゲーム『love clear -ラブクリア-』ED                                           |        |        |        |
| 月の鐘                         | PCゲーム『月の彼方で逢いましょう』"日紫喜うぐいす"ルート楽曲                    |        |        |        |
| ユメキキョウ                   | 音楽ゲーム『CHUNITHM（チュウニズム）』                                          |        |        |        |
| Missing-X-Link                 | PCゲーム『Missing-X-Link』主題歌                                                |        |        |        |
| Re:promise                     | PCゲーム『タマユラミライ』グランドED                                            |        |        |        |
| ミリオンタイムズ               | PCゲーム『Eスクールライフ』OP主題歌                                             |        |        |        |
| 夢みる機械                     | オリジナルアニメーション『明ける世界の夢見る機械』挿入歌                        |        |        |        |
| 2020年                         |                                                                                 |        |        |        |
| I know! Harmony                | ゲーム『IxSHE Tell』ED                                                          |        |        |        |
| 2021年                         |                                                                                 |        |        |        |
| ロオド・ラスト                 | PCゲーム『まいてつLast Run』主題歌                                              |        |        |        |
| Story                          | PCゲーム『同級生リメイク』ED                                                    |        |        |        |
| LoverPretend                   | 『LoverPretend』OP                                                              |        |        |        |
| はじまりの歌                   | 『LoverPretend』ED                                                              |        |        |        |
| Travelling August 2021         | オーガスト (ブランド)20周年記念楽曲                                             |        |        |        |

### その他アルバム
2005年
- GWAVE SuperFeature's vol.1（M10「over and over」/コーラス参加）

2009年
- 夢幻放浪記
- Future Passport

2013年
- MANYO WORKS BEST!!
- GWAVE 2012 2nd Memories（7月26日）
- VA Compilation CD Vol.4（M3「桜の下で」/歌唱）
- Prosit!（「いとしコトバいとしココロ」/コーラス、ボイス）

2014年
- 銀河乙女サウンドトラック（平和）

2016年
- GWAVE 2015 2nd Colors（7月29日）
- 絢爛クラリティ（10月28日）
- GWAVE 2016 1st advance（12月29日）

### キャラクターソング
| 発売日  | 商品名                                                            | 歌                                                             | 楽曲 | 備考                                   |
| 2018年  | 2018年                                                            | 2018年                                                         | 2018年 | 2018年                                 |
| ------- | ----------------------------------------------------------------- | -------------------------------------------------------------- | --- | -------------------------------------- |
| 1月10日 | 拡張少女系トライナリー・キャラクターソングアルバム                | TRINARY                                                        | 「テクトラ！ - Yumemille feuille guruRemiX. -」 「The Truly Lovely Show !!」 「テクトラ！〜ハッピーラッキー夢みるふぃーゆ・おりじなる(DemoMix)〜」 | 『拡張少女系トライナリー』テーマソング |
| 1月10日 | 拡張少女系トライナリー・キャラクターソングアルバム                | 國政綾水（中恵光城）                                           | 「Sigh-nage 〜吐心感情戦〜」 | 『拡張少女系トライナリー』関連曲       |
| 1月10日 | FreyMENOW the AnniversaryBest. 〜Wishreal & phobia feat.TRINARY〜 | FreyMENOW（平山笑美） feat.TRINARY                             | 「Commiato 〜光は闇へと消え、そして訪れる光〜（from.wishphobia）」                                                                                 | 『拡張少女系トライナリー』関連曲       |
| 3月28日 | フィギュアヘッズ オリジナル・サウンドトラック                     | シンディ（中恵光城）、ハインライン（高梨謙吾）                 | 「Cherry Pie」 | ゲーム『フィギュアヘッズ』関連曲       |
| 2020年  |                                                                   |                                                                | |                                        |
| 4月29日 | 百華繚乱 弐                                                       | 千人切（松田利冴）、天光丸（中恵光城）、風鎮切光代（小原好美） | 「踊らにゃSong♪Song♪御華見音頭」 | ゲーム『天華百剣 -斬-』関連曲          |
| 7月1日  | ダーリンに贈るLOVESONG! 異世界輸入盤 #2020-04＜國政綾水＞         | 國政綾水（中恵光城）                                           | 「Seeker」 | 『拡張少女系トライナリー』関連曲       |
| 2025年  |                                                                   |                                                                | |                                        |
| 7月12日 | 校則違反[モンソニ!]                                               | マサムネ（中恵光城）、三島晴子（MINA）                         | 「校則違反」 | ゲーム『モンスターストライク』関連曲   |

### 参加作品
| 発売日        | 商品名                                              | 歌 | 楽曲                                                   | 備考                                                               |
| ------------- | --------------------------------------------------- | --- | ------------------------------------------------------ | ------------------------------------------------------------------ |
| 2018年5月29日 | -                                                   | 富田美憂、楠木ともり、深町未紗、中恵光城、上原あかり                                                                              | 「My Element」                                         | ゲーム『極光のレムリア 〜Hidden elements〜』主題歌                 |
| 2023年2月15日 | 逆境☆不惑☆フラクション/ レッツゴー・マイ・ハウス!!! | 橋本みゆき、榊原ゆい、Rita with AiRI、Ayumi.、片霧烈火、川村ゆみ、佐咲紗花、Duca、中恵光城、のみこ、美郷あき、yozuca*、rino、riya | 「逆境☆不惑☆フラクション」                             | テレビアニメ『犬になったら好きな人に拾われた。』オープニングテーマ |
| 2023年2月15日 | 逆境☆不惑☆フラクション/ レッツゴー・マイ・ハウス!!! | Rita with チームうさぎ（AiRI、中恵光城、yozuca*、riya）                                                                           | 「逆境☆不惑☆フラクション Rita with チームうさぎ ver.」 |                                                                    |

## 個人音楽サークルABSOLUTE CASTAWAY
Absolute Castawayは中恵光城の個人音楽サークルで2007年より音楽CDの自主製作活動を開始。多くの個人製作作品で、アーティスト名は中恵光城、レーベル名はABSOLUTE CASTAWAYって表記される。
　元々物語性のある音楽作品が好きで、Absolute Castawayを立ち上げる以前から友人と組んだユニットでCDを創っていたものの、今度は個人サークルとしてCDを創ってみたいと思い動き出したのが始まり。
1stシングルの『季の唄」は「和の世界を表現したい。そして、祖母に聴いてもらいたい。」という気持ちが最初にあった。以降、CD毎に和の世界、ファンタジー世界など世界観を創りそれに沿って作品を創り
主にM3 やコミックマーケットにて発表してきた。「その時、その瞬間、自分が一番表現したいものを精一杯表現する。私にとって同人音楽は、自由であり、挑戦であり、創造を具現化できる、かけがえのない
場所です。」として同人音楽という活動の場を大切にしている。こうしたストイックに活動ぶりから「女帝」の異名がついた。
　固定メンバーは中恵光城のみで、作品ごとにトラックメイカー、ミュージシャン、イラストレーターといったクリエイターたちを呼ぶことで作品を製作している。Absolute Castawayでイラストを依頼した
イラストレイターの中には後にメジャーアルバムのジャケットを描くなど以降の活動にもつながっている。
　作品はM3やコミックマーケットのような即売会の他、自家通販でも購入できる。但し、旧譜の中で廃盤となったものはDL販売という形での販売となっている。

### シングル
| 枚    | 発売日         | タイトル                       | ジャケットイラスト | 販売状況          | 備考 |
| ----- | -------------- | ------------------------------ | ------------------ | ----------------- | --- |
| 1st   | 2007年4月29日  | 季ノ唄                         | キリノ             | DL販売のみ        | |
| 2nd   | 2009年8月15日  | 華唄                           | かしわ             | DL販売のみ        | |
| 3rd   | 2011年10月30日 | 金平糖ロマネスク               | 狛                 | DL販売のみ        | |
| 4th   | 2012年10月28日 | 古書ノスタルジヰ堂             | 狛                 | DL販売のみ        | |
| 5th   | 2013年4月29日  | たれたれ☆たれらいふ            | 中恵光城           | DL販売のみ        | 中恵光城のマスコットキャラクターであるたれこの楽曲。この時ぬいぐるみが制作されて以降、合計4種類のぬいぐるみが制作される。 |
| 6th   | 2013年10月27日 | Last Volume                    | 三嶋くろね         | DL販売のみ        | |
| 7th   | 2015年10月25日 | マチガミ少女                   | 東京モノノケ       | DL販売のみ        | |
| 8th   | 2015年10月25日 | Halloween Night Parade         | 未羽               | DL販売のみ        | |
| 9th   | 2016年4月24日  | ASTRO=PHERE                    | 未羽               | DL販売のみ        | |
| １0th | 2016年8月14日  | ASTRO=HOPE                     | 未羽               | DL販売のみ        | |
| １1th | 2017年4月30日  | 刀心幻戯 序                    | 東京モノノケ       | CD版販売中/配信中 | |
| １2th | 2021年4月25日  | 花標本乙女-Herbarium Maiden-   | 薔薇缶             | CD版販売中        | ジャケットイラストを使ったアクリルクロックが制作される。                                                                  |
| １3th | 2021年10月31日 | 花標本乙女II-Herbarium Maiden- | 薔薇缶             | CD版販売中        | ジャケットイラストを使ったアクリルクロックが制作される。                                                                  |

### アルバム

#### オリジナルアルバム
| 枚    | 発売日         | タイトル            | ジャケットイラスト | 販売状況          | 備考                                                             |
| ----- | -------------- | ------------------- | ------------------ | ----------------- | ---------------------------------------------------------------- |
| 1st   | 2007年10月8日  | 童怪奇譚            | しだのなにがし     | DL販売のみ        |                                                                  |
| 2nd   | 2008年8月16日  | 機械仕掛浪漫        | しだのなにがし     | DL販売のみ        |                                                                  |
| 3rd   | 2008年12月29日 | Arco-Iris           | コサト             | DL販売のみ        |                                                                  |
| 4th   | 2010年5月5日   | 謎掛閑店            | コサト             | DL販売のみ        |                                                                  |
| 5th   | 2011年5月1日   | 喫茶りどる          | コサト             | DL販売のみ        |                                                                  |
| 6th   | 2012年8月11日  | Cielo Azul          | sime               | DL販売のみ        |                                                                  |
| 7th   | 2013年8月12日  | 童妖奇譚            | 狛                 | DL販売のみ        |                                                                  |
| 8th   | 2013年12月31日 | ノクトメモリア      | 狛 海道葵          | DL販売のみ        |                                                                  |
| 9th   | 2014年8月17日  | 金平糖レトロチカ    | げみ、狛           | DL販売のみ        | 表題曲の金平糖レトロチカが収録されたオルゴールが後に制作される。 |
| 10th  | 2014年12月30日 | 謎掛アリス          | 三嶋くろね         | DL販売のみ        | CDおよびジャケット全体が謎解きになっている。                     |
| 11th  | 2015年12月31日 | カレイドパレヱド    | 東京モノノケ       | CD版販売中/配信中 |                                                                  |
| 12th  | 2017年8月11日  | 刀心幻戯            | 東京モノノケ       | CD版販売中/配信中 |                                                                  |
| 13th  | 2017年10月29日 | 刀心幻戯 憶         | 東京モノノケ       | CD版販売中/配信中 | ボイスドラマパートは中恵光城、桑原由気、岩中睦樹が演じている。   |
| 14th  | 2018年4月29日  | ASTRO=GRAPH         | 未羽               | CD版販売中/配信中 |                                                                  |
| １5th | 2018年8月10日  | ASTRO=FILMS         | 未羽               | CD版販売中/配信中 |                                                                  |
| 16th  | 2018年10月28日 | ASTRO=SIGN          | 未羽               | CD版販売中/配信中 |                                                                  |
| 17rh  | 2019年4月28日  | ノクトメモリア Vol2 | おにねこ           | CD版販売中/配信中 |                                                                  |
| 18th  | 2019年8月12日  | ASTRO=CHORD         | 未羽               | CD版販売中/配信中 | 平山笑美とのツインボーカル作品。                                 |
| １9th | 2019年10月27日 | KIRMES              | 未羽               | CD版販売中/配信中 | 2020のツアーのタイトルでもある。                                 |
| ２0th | 2020年10月23日 | ノクトメモリア Vol3 | 薔薇缶             | CD版販売中        |                                                                  |

##### ベストアルバム
| 枚   | 発売日        | タイトル                                        | ジャケットイラスト | 販売状況                  |
| ---- | ------------- | ----------------------------------------------- | ------------------ | ------------------------- |
| 1st  | 2011年8月13日 | Ricerca -リチェルカ-                            | はら（現：原悠衣） | DL販売のみ※一部曲のみ販売 |
| 2nd  | 2016年8月14日 | ABCAS Best Album 「ABCAS CHRONICLE」            | 藤ちょこ           | DL販売のみ                |
| ３rd | 2020年3月1日  | ABCAS Best Album02 「ABCAS CHRONICLE-season2-」 | 藤ちょこ           | CD版販売中/配信中         |

#### Pre CD
| 枚  | 発売日        | タイトル                             |
| --- | ------------- | ------------------------------------ |
| 1st | 2012年4月30日 | Cielo Ceniza -Cielo Azul Preview CD- |

### Filie（中恵光城×あたいわだれか、Vol/中恵光城）名羲

#### シングル
| 枚  | 発売日       | タイトル |
| --- | ------------ | -------- |
| 1st | 2007年2月2日 | 黄河遥々 |

#### アルバム
| 枚  | 発売日        | タイトル                        |
| --- | ------------- | ------------------------------- |
| 1st | 2007年8月17日 | ユグドラシル -Filie Best Album- |

### ABSOLUTE CASTAWAY×鏡也チャンプル名羲

#### シングル
| 枚  | 発売日         | タイトル   | 販売状況   |
| --- | -------------- | ---------- | ---------- |
| 1st | 2009年10月11日 | Porpoising | DL販売のみ |
| 2nd | 2010年10月31日 | YEEL!!!    | DL販売のみ |

### しちごさん。×ABSOLUTE CASTAWAY名羲
しちごさん。（霜月はるか・日山尚）とAbsolute Castaway（中恵光城）による互いの楽曲カバーあり、
ツインボーカル新曲ありのお祭りコラボレーション企画。ローズ（ジャケット絵で青系の少女）を霜月はるか、
カメリア（ジャケット絵では赤系の少女）を中恵光城が扮する。
| 枚  | 発売日         | タイトル                                                | 販売状況   |
| --- | -------------- | ------------------------------------------------------- | ---------- |
| 1st | 2014年4月27日  | Another Flower                                          | DL販売のみ |
| 2nd | 2015年4月26日  | Another Flower II                                       |            |
| 3rd | 2016年10月30日 | しちごさん。×ABSOLUTE CASTAWAY 「Cross bouquet」        |            |
| 4th | 2017年10月29日 | しちごさん。×ABSOLUTE CASTAWAY 「Cross bouquet」LIVE CD |            |

### MV
- とおりゃんせ[注 8]

## ライブ
2009年
- ALBINO-in the lost garden-

2010年
- STARTLINE 1st (Re:sonare)
- Power of Dream
- Music Harvest Festival
- 歌彩
- 少女病 First Live"WorldEnd／FairytalE" (少女病)

2011年
- STARTLINE 2nd (Re:sonare)
- ミュージックDNAトーキョー (Re:sonare)
- マージナルトラベラーEast
- Magical D.O.Fes！
- シナスタジア
- Live ROCKERS!! vol.1 (Re:sonare)

2012年
- SHEER-FES!!
- V.I.P 初恋1/1 初恋前線
- melting pot vol.2 (Re:sonare)
- Magical D.O.Fes！vol.2
- ALCA Live Capsule Act

2013年
- 中恵光城1stSoloLive『空想浪漫』
- JAPAN GAME MUSIC FESTIVAL 2013 (ZUNTATA＆中恵光城)
- トラベリング・オーガスト 文京シビックホール
- トラベリング・オーガスト サンケイホールブリーゼ

### ライブ映像
- 少女病 First Live "WorldEnd/FairytalE" LIVE Blu-ray（2011年）
- トラベリング・オーガスト コンサートBlu-ray&DVD（2013年）
- AUGUST LIVE! 2018 Blu-ray&DLCard（2018年12月29日先行発売）

## その他
2013年
- エリュシオンTRPG 春のどさイベ2013（司会）
- 第29回NIGHTS名古屋コンベンション featuring エリュシオン（トークショー出演）
- 恋と冒険の殺戮力学（エリュシオンTRPGリプレイ書籍）
- カラオケパセラ 歌本8月号（表紙掲載）
- サイドコネクション秋祭り たれこ＆アサミなかよしミニトートバッグ（イラスト）

2014年
- 今日は一日"ゲーム音楽"三昧ツヴァイ（ZUNTATAライブパートにてボーカル参加） - NHK-FM 2014年8月10日